# Lasht-e Nesha
Lasht-e Neshā (farsi لشت نشا) è una città dello shahrestān di Rasht, circoscrizione di Lasht-e Nesha, nella provincia di Gilan. Aveva, nel 2006, una popolazione di 10.871 abitanti.